# Universidad Estatal de Boise
La Universidad Estatal de Boise (Boise State University en idioma inglés) es una universidad pública ubicada en Boise, Idaho (Estados Unidos de América). 

## Historia
Fue fundada en 1932 por la Iglesia episcopal en los Estados Unidos a partir de la existente Escuela de Santa Margarita, una escuela creada en 1892 como parte de la iglesia episcopal de San Miguel. En 1969 se independizó de la iglesia episcopal y se convirtió en una institución pública.  

## Facultades
Tiene 7 facultades:
- Artes y Ciencias
- Economía y Negocios (COBE)
- Educación
- Ingeniería
- Estudios de Postgrado
- Ciencias de la Salud
- Ciencias Sociales y Asuntos Públicos (SSPA)

## Deportes
Los Broncos compiten en la Mountain West Conference de la División I de la NCAA.